# Ньирагонго
Ньираго́нго — активный вулкан, расположенный в африканских горах Вирунга в 20 км к северу от озера Киву на приграничной с Руандой территории ДР Конго. С 1882 года было зарегистрировано 34 извержения; при этом бывало и так, что вулканическая активность непрерывно продолжалась в течение многих лет.
Глубина главного кратера вулкана 250 м, ширина — 2 км; в нём располагается озеро бурлящей лавы, которое в последние годы постоянно активно и не затухает.
Лава Ньирагонго необычайно жидкая и текучая. Это обусловлено особым химическим составом — она содержит очень мало силикатов. Таким образом, во время извержения потоки лавы, текущие по склону вулкана, могут достигать скорости 100 км/ч.
На Ньирагонго и вулкане Ньямлагира, расположенном по соседству, произошло 40 % всех наблюдаемых в Африке извержений.
Одно из наиболее сильных извержений Ньирагонго зарегистрировано в 1977 году; тогда от огненных потоков и вулканических газов погибло несколько сотен человек.

## Извержение 1977 года
Между 1894 и 1977 годами в кратере находилось активное лавовое озеро. 10 января 1977 года стенки кратера треснули, и лавовое озеро высохло менее чем за час. Лава текла по склонам вулкана со скоростью до 60 км/ч (37 миль/ч) и затопила деревни. Число жертв составило по меньшей мере 50 человек в деревнях Кибати и Моники.
В течение 30 минут лавовое озеро опустело ― лавовые потоки потекли на север, юг и запад от вулкана. Больше в мире таких покатых, крутых стратовулканов с подобными озёрами жидкой лавы нет. В 1991 году Ньирагонго был признан Вулканом Десятилетия, заслуживающим особого изучения.
Извержению 1977 года предшествовало образование нового небольшого вулканического жерла Мурара неподалеку на склонах Ньямлагиры.

## Катастрофическое извержение 2002 года

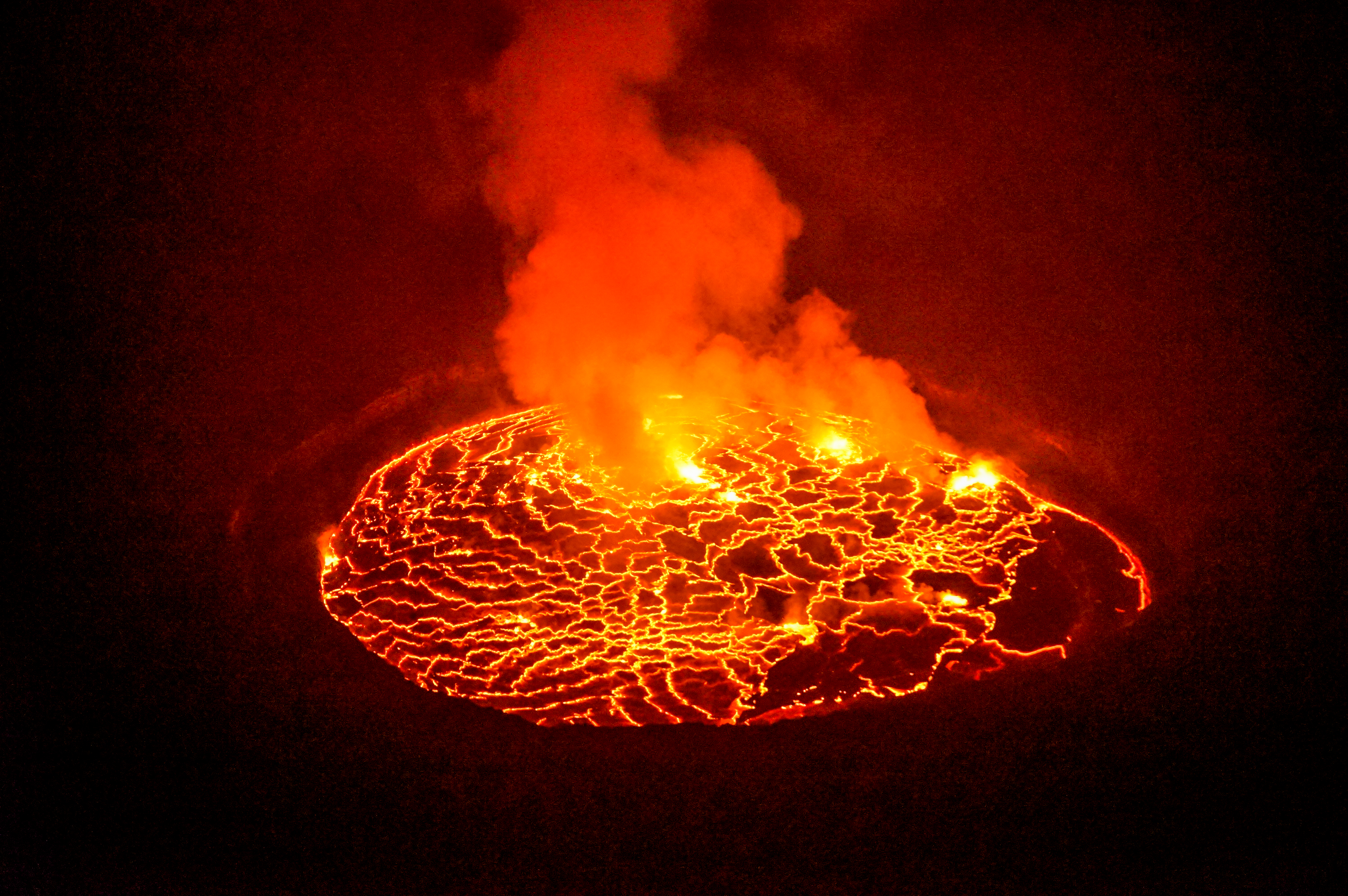
Лавовое озеро вулкана Ньирагонго

С 1882 года было зафиксировано 34 извержения, в том числе продолжительные — до нескольких лет. Крупнейшее извержение произошло в 2002 году. Вулкан расположен в 10 км от полумиллионного города Гома, который был основательно разрушен 50-метровым потоком магмы. Тремя языками лавы город был уничтожен, взрывались городские бензоколонки, в руины превратился главный собор города Гома. Около 300 тысяч жителей выдвинулись в Руанду за спасением. Спустя несколько дней часть из них вернулась, полагая, что извержение закончилось и ничто больше их жизни не угрожает. Это и стало их роковой ошибкой. Воздух в Гома был отравлен ядовитыми вулканическими выделениями. Кроме того, вулканическая лава, смешавшись с водами озера Киву, интенсивно выделяла углекислый газ. В итоге возвратившиеся погибли либо от отравления ядовитыми парами, либо от удушья.
По данным местных СМИ, погибло около 250 человек, город Гома был разрушен на 20 %, 120 тысяч жителей остались без крова.
Катастрофа происходила на фоне непрекращающихся подземных толчков. Многие местные жители боялись, что толчки могут послужить предвестником более крупного извержения, как это было в 1977 году. Тогда, 10 января 1977 года, Ньирагонго уничтожил 2 тысячи человек, которые погибли в течение первых 30 минут после начала извержения.

## Извержение 2021 года

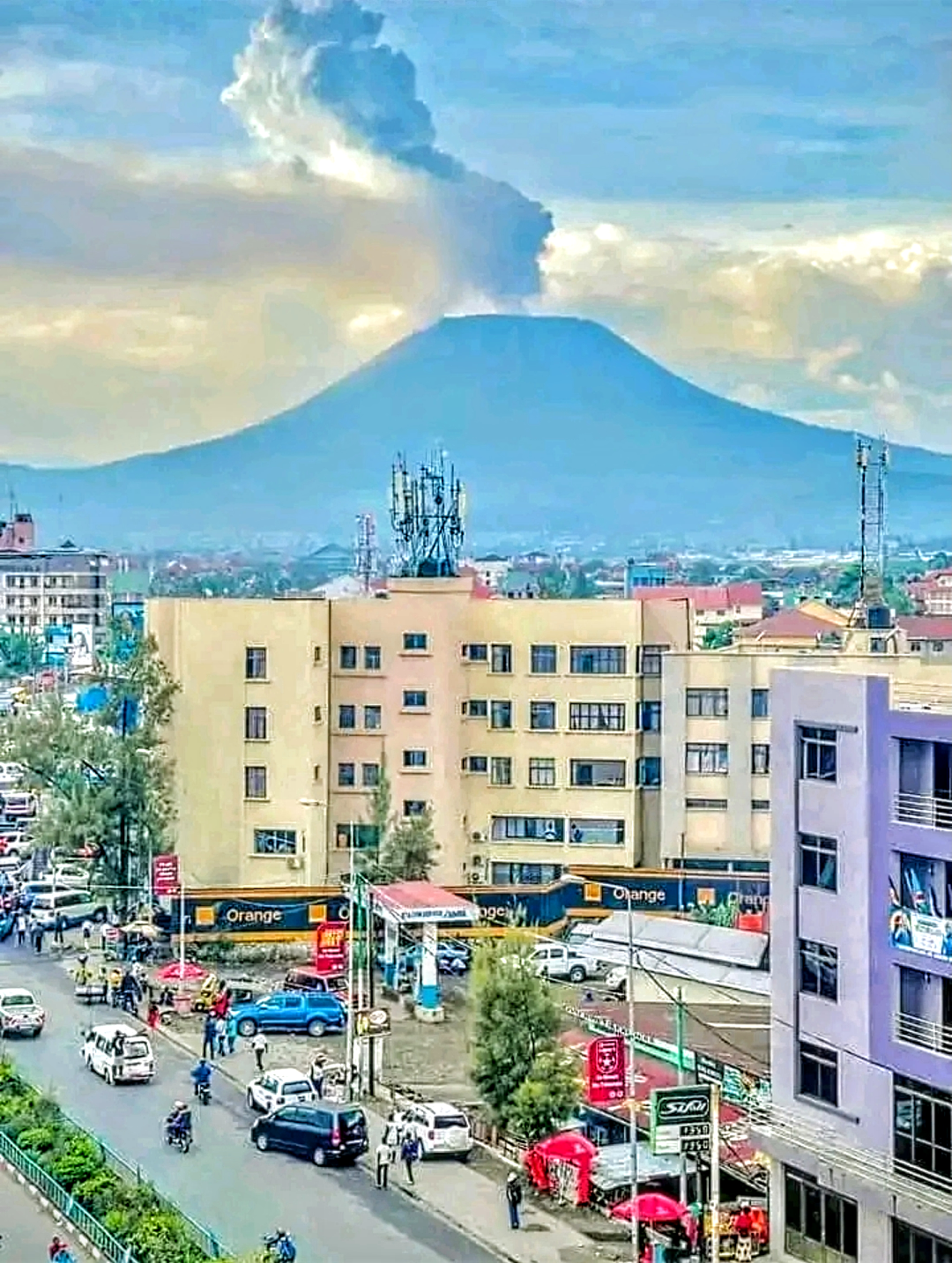
Город Гома на фоне вулкана Ньирагонго

22 мая 2021 года началось извержение, вызванное открытием трещин на стенках вулкана. В результате лава стремительно потекла в различных направлениях. Местные жители и эксперты были поставлены в тупик. Обсерватория наблюдения за вулканом Ньирагонго финансировалась Всемирным банком, но перед извержением банк отказался финансировать проект, обвиняя руководство в хищении выделяемых средств. Вулканологи пытались проводить базовые измерения без финансовой помощи Всемирного банка, но приложенные усилия оказались напрасными. В отчёте от 10 мая 2021 года был зафиксирован ряд сейсмических толчков. 22 мая в 19:00 по местному времени (UTC+2:00) было зафиксировано вулканическое событие — начало извержения. Очевидцы сообщали о едком запахе серы в городе. На фоне извержения Ньирагонго в районе Гома и озера Киву зарегистрировано более десяти мощных подземных толчков.
Новость об извержении вулкана всегда вызывает панику у местных жителей. Вулканолог Робин Джордж Эндрюс отметил, что Ньирагонго чрезвычайно опасен. Его лава очень текучая и быстрая. Она в состоянии догнать движущийся автомобиль на скорости 100—120 км/ч. По словам специалиста, вулканы в этом районе испускают большой объём углекислого газа, который, опускаясь вниз по склону, убивает всех, кто вдохнёт удушливые пары.